# Новопетрівка (Олександрійський район)
Новопетрі́вка — село в Україні, у Олександрійському районі Кіровоградської області. Входить до складу Петрівської селищної громади. Населення становить 35 осіб. Орган місцевого самоврядування — Петрівська селищна рада.

## Географія
Селом протікає річка Балка Баштина.

## Населення
Згідно з переписом УРСР 1989 року чисельність наявного населення села становила 40 осіб, з яких 19 чоловіків та 21 жінка.
За переписом населення України 2001 року в селі мешкало 35 осіб.

### Мова
Розподіл населення за рідною мовою за даними перепису 2001 року:
| Мова       | Відсоток |
| ---------- | -------- |
| українська | 91,43 %  |
| російська  | 8,57 %   |